# Еонотема
Еоноте́ма (англ. aeonothem, eonothem; нім. Eonothema) — найбільша одиниця загальної (міжнародної) стратиграфічної шкали; відклади, що утворилися протягом еону.
Кожна еонотема відображає найбільший і принципово відмінний від суміжного етап геологічного розвитку Землі.
Виділяють:
- фанерозойську еонотему, яка об'єднує палеозойську, мезозойську та кайнозойську ератеми,
- протерозойську еонотему, яка об'єднує палеопротерозойську, мезопротерозойську та неопротерозойську ератеми,
- архейську еонотему, яка об'єднує еоархейську, палеоархейську, мезоархейську та неоархейську ератеми,
- гадейську еонотему (не поділену на підінтервали).

Раніше всі підрозділи стратиграфічної шкали, старші за фанорозойську еонотему, об'єднували в криптозойську еонотему.

## Інтернет-ресурси
- The Global Boundary Stratotype Section and Point (GSSP) [Архівовано 13 січня 2009 у Wayback Machine.]: overview
- Chart of The Global Boundary Stratotype Sections and Points (GSSP): chart
- Geotime chart displaying geologic time periods compared to the fossil record. [Архівовано 18 травня 2021 у Wayback Machine.]